# Kreis Herford
Kreis Herford is een Kreis in de Duitse deelstaat Noordrijn-Westfalen. Kreisstadt is de gelijknamige stad. De Kreis telt 250.547 inwoners (31 december 2020) op een oppervlakte van 450,40 km². Op 31 december 2020 had 10,7% van de inwoners een niet-Duits staatsburgerschap (26.805 niet-Duitsers) en hadden 190 inwoners het Nederlandse staatsburgerschap.

## Steden en gemeenten

Steden en gemeenten in Kreis Herford.

De volgende steden en gemeenten liggen in de Kreis:
| Steden                                                    | Gemeenten                                       |
| --------------------------------------------------------- | ----------------------------------------------- |
| 1. Bünde 2. Enger 3. Herford 4. Löhne 5. Spenge 6. Vlotho | 1. Hiddenhausen 2. Kirchlengern 3. Rödinghausen |

Zie ook: Lijst van Kreise en kreisfreie steden in Noordrijn-Westfalen
Bünde · Enger · Herford · Hiddenhausen · Kirchlengern · Löhne · Rödinghausen · Spenge · Vlotho